# Luigi Lenzini
Luigi Lenzini (Fiumalbo, 28 mai 1881 - Pavullo nel Frignano, 21 juillet 1945) est un prêtre catholique italien de l'archidiocèse de Modène-Nonantola exécuté par d'ex partisans communistes dans sa paroisse et reconnu bienheureux par l'Église catholique.

## Biographie

### Enfance et formation
Luigi Lenzini, fils d'Angelo et Silvia Lenzini, naît à Fiumalbo le 28 mai 1881,,. Dès sa petite enfance, il cultive une forte dévotion à l'eucharistie et à la sainte Vierge et décide dans sa jeunesse de devenir prêtre.
Il commence ses études au  séminaire en 1897 avant de s'installer à Modène en 1901 pour poursuivre ses études. Il étudie la philosophie et la théologie. Il est ordonné le 19 mars 1904des mains de l'archevêque de Modène, Natale Bruni, avant de célébrer sa première messe dans sa ville natale devant sa famille et ses amis.

### Travail pastoral
Il est d'abord chapelain à Casinalbo (frazione de Formigine) et sert ensuite dans sa première paroisse à Finale Emilia, où le maire socialiste a interdit l'enseignement religieux,. Il retourne ensuite dans les Apennins, et commence immédiatement le travail pastoral à Roncoscaglia (frazione de Sestola) (1912–21) puis à Montecuccolo (frazione de Pavullo nel Frignano) (1921–37), devenant populaire parmi le peuple pour sa gentillesse et sa piété. Lenzini aime lire l'encyclique papale «E supremi» du pape Pie X, prêchant sur la nécessité de restaurer toutes choses en Jésus-Christ. À la fin de l'année 1937, il décide d'aller à Rome dans l'espoir de devenir rédemptoriste, mais à 56 ans, la vie dans cet institut est trop pesante et il interrompt son essai de vie religieuse en 1939. Son évêque le rappelle pour travailler comme assistant spirituel au sanatorium de Gaiato (frazione de Pavullo nel Frignano),.

### Opposition foi chrétienne et communisme
Pendant la Seconde Guerre mondiale, le 26 janvier 1941, il devient curé de Crocette dont la paroisse regroupe près de 600 personnes mais couvrant une grande superficie. Lenzini s'oppose fermement au fascisme, décrivant ce système politique comme un ensemble de principes intrinsèquement opposés à la foi chrétienne. Durant les affrontements entre forces fascistes et différents groupes de partisans, comme de nombreux autres prêtres,, il cache des personnes recherchées par l'occupant et des résistants, comme le confirment les dépositions de deux partisans. Il rencontre des partisans communistes, faisant l'effort de mieux les connaître ainsi que leurs motivations. Malgré cela, il montre une opposition farouche au communisme et dénonce publiquement cette idéologie notamment lors de ses prêches dominicaux (« Ils m'ont forcé à me taire, ils veulent me tuer, mais je dois faire mon devoir même au prix de ma vie ») ce qui provoque la colère de certains d'entre eux,,. Au 8 mai 1945, de nombreux résistants communistes ont rendu les armes avec la fin de la guerre et donc de leurs actions de résistances tandis que d'autres, qualifiés par certains d'ex communistes, les ont illégalement conservées.

### Exécution
Dans un climat d'intolérance réciproque, aux premières heures du 21 juillet 1945, vers 2 heures du matin, plusieurs partisans ex communistes masqués et mécontents se rendent dans la paroisse à sa recherche dans l'espoir de le piéger en l'attirant chez un mourant,,,,. Lenzini avait déjà rencontré cet homme peu de temps auparavant. Craignant un piège, il court vers le clocher pour faire sonner la cloche et appeler à l'aide,,. Cependant, par peur, personne ne vient à son secours,. Les partisans l'emmènent de force, en chemise de nuit, à environ un kilomètre de la paroisse dans un vignoble ouvert et le brutalisent,,. Ils le conduisent sur le site de son exécution et essaient de le faire blasphémer tout en se moquant de lui,,[réf. à confirmer] . Ils finissent par l'assassiner d'un coup de crosse à l'arrière de la tête,,,,. Son corps était visible de tous, mais il a fallu attendre le 28 juillet pour que des personnes trouvent le courage de récupérer sa dépouille. Celle-ci montrait les signes de torture,, avec la tête à moitié enterrée dans le sol, baignant dans son sang. Il est assassiné pour son caractère batailleur et pour avoir eu la franchise de dénoncer les crimes politiques qui ensanglantaient la région. L'historien Mirco Dondi avance que son anticommunisme équivalait dans l'optique des assassins à une manifestation fasciste.
Sa tombe devient rapidement un lieu de pèlerinage. Un procès pénal se déroule après guerre en 1949, les noms des meurtriers circulant largement parmi la population,. Ce procès a permis de mettre en évidence que le meurtre a été pensé durant près de deux mois impliquant une vingtaine de personnes. À l'issue de ce procès, les six accusés sont acquittés, la plus grande partie d'entre eux pour insuffisance de preuves « avec un doute qui atteint 99 % de certitude » selon les propres termes du juge, après des pressions sur différents témoins selon la rumeur mais surtout dans un climat d'omertà et de peur même quatre ans après les faits.

## Béatification
En janvier 2008, un comité pour sa béatification est créé à Modène. Présidé par don Paolo Soliani, et constitué de plusieurs historiens dont la professeur Angiolina Grilli (1937-2016), Gian Luca Muzzarelli et Carolina Uguzzoni, ce comité est chargé de recueillir les témoignages, preuves, archives et documents nécessaires à la constitution du dossier ; le climat politique n'étant plus celui de l'immédiat après-guerre et devenu apaisé.
Le procès de béatification s'ouvre dans l'archidiocèse de Modène-Nonatola après que la Congrégation pour la Cause des Saints a publié la déclaration officielle « nihil obstat » (« pas d'objection ») le 27 octobre 2009. L'enquête diocésaine sur la collecte de documents à l'appui de l'affaire se déroule du 8 juin 2011 jusqu'au 24 novembre 2012 avant d'être envoyée aux responsables de la congrégation à Rome pour une évaluation plus approfondie. Le pape François confirme que Lenzini est mort en haine de la foi dans un décret publié le 27 octobre 2020; cette reconnaissance permet à Lenzini d'être béatifié à Modène le 28 mai 2022,. Le postulateur actuel de cette cause est le docteur Francesca Consolini.